# Pobladura de Valderaduey
Pobladura de Valderaduey település Spanyolországban,  Zamora tartományban. Pobladura de Valderaduey Castronuevo és Belver de los Montes községekkel határos. Lakosainak száma 35 fő (2024).

## Népesség
A település népessége az utóbbi években az alábbiak szerint változott:
| Lakosok száma | 79   | 66   | 64   | 59   | 50   | 42   | 39   | 40   | 37   | 35   |
|               | 2001 | 2004 | 2007 | 2009 | 2012 | 2014 | 2017 | 2019 | 2022 | 2024 |